# Апостолиди
Апостолиди — хутор в Тахтамукайском районе Республики Адыгея России. Входит в Тахтамукайское сельское поселение. Расположен в 3 км к юго-западу от административного центра поселения аула Тахтамукая.

## Население
| 2002 | 2010 | 2013 | 2014 | 2015 | 2016 | 2017 |
| ---- | ---- | ---- | ---- | ---- | ---- | ---- |
| 64   | ↗75  | →75  | ↗77  | ↘74  | ↗79  | ↗88  |
| 2018 | 2019 | 2020 | 2021 | 2023 | 2024 |      |
| ↗93  | ↗99  | ↘95  | ↗114 | ↗116 | →116 |      |

По данным Всероссийской переписи населения 2021 года:
| Народ               | Численность, чел. | Доля от всего населения, % |
| ------------------- | ----------------- | -------------------------- |
| русские             | 73                | 64,04 %                    |
| адыги               | 22                | 19,30 %                    |
| другие / не указано | 19                | 16,66 %                    |
| всего               | 114               | 100,0 %                    |

## Улицы
- Лесная,
- Полевая.